# TBV Lemgo
Az TBV Lemgo egy német sportklub Lemgo városában. Az egyesület elsősorban kézilabda csapatáról híres, de rendelkezik futball, torna, tánc, box és röplabda szakosztállyal is.

## Története

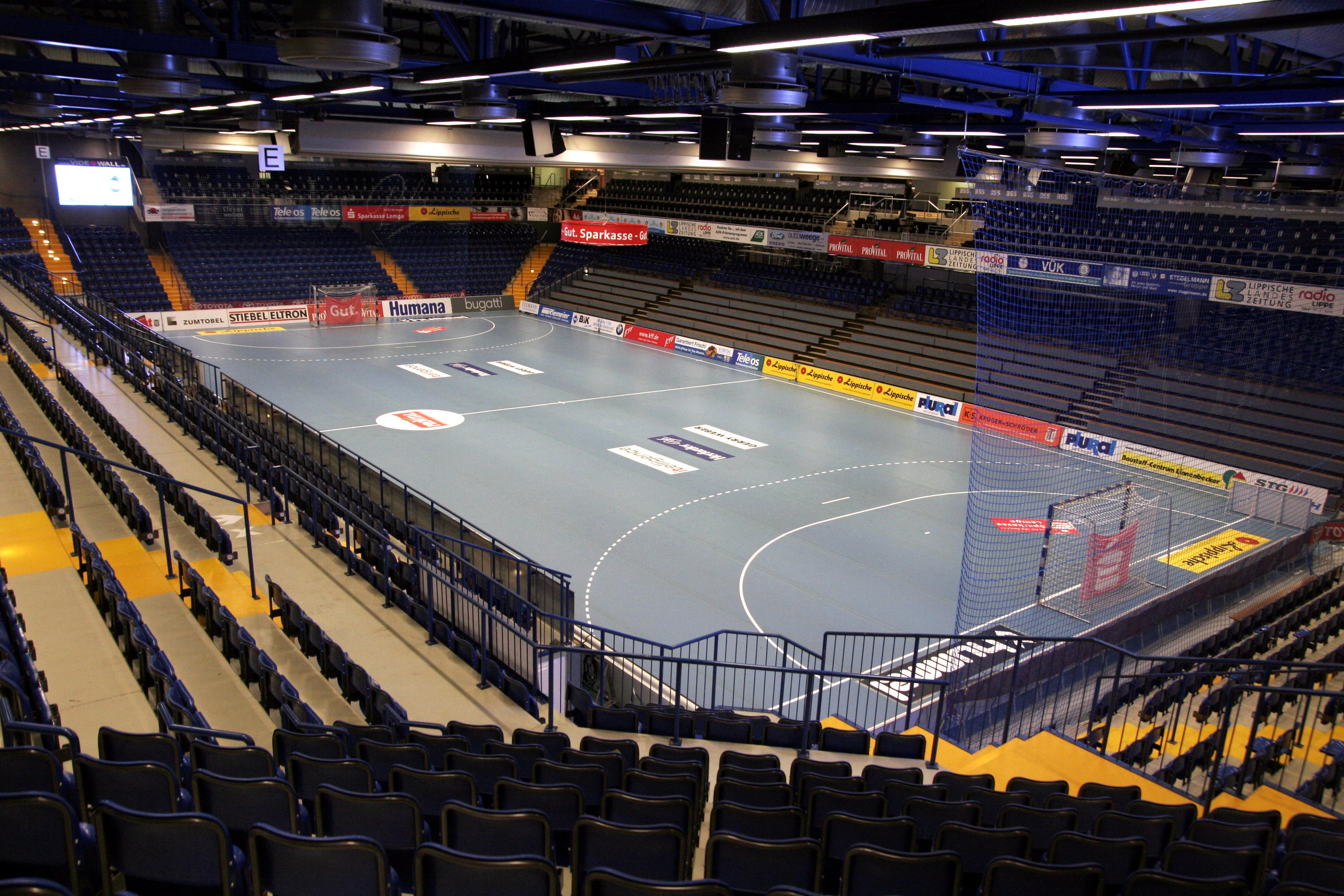
A lemgói Lipperlandhalle belülről

A klubot 1911. szeptember 2-án alapították Ball Sport Club Lemgo néven, a ma is használatos Turnen- und Ballspielverein Lemgo nevet 1945-ben vette fel. 
Lassan, de biztosan vált az ország legjobb kézilabda csapatainak egyikévé a lemgo, amely a kézilabda bajnokság alapító tagja volt. Az 1881-82-es idényt követően miután megnyerték a másodosztályú bajnokságot, feljutottak a Handball-Bundesliga 1.-be, és azóta is a legjobbak között szerepelnek. A következő bő két évtized a klub legsikeresebb korszaka volt, ehhez Mocsai Lajos edzőként, Marosi László pedig játékosként járult hozzá. Mocsai vezetésével 1995-ben kupát, 1996-ban pedig KEK-et nyert a csapat, majd a magyar edző helyét Yuri Shevtsov vette át, aki 1997-ben hazai szinten minden jelentős trófeát megnyert. 2004. szeptember 12-én a THW Kiel elleni bajnokijukat 30.925 néző látta a helyszínen, ami új világrekord volt. 2006-ban a Lemgo a Göppingen ellen nyerte meg az EHF-kupát. 2009. júliusának végén a csapat kapusa belekeveredett egy doppingbotrányba, majd szeptember 9-én távozott a vezetőedző, és a sportigazgató is, a csapatot pedig kizárták a nemzetközi porondról. A Lemgo eddigi utolsó jelentős sikere a Kadetten Schaffhausen elleni EHF-kupa diadal volt a 2009-2010-es szezonban, majd a következő évben Dirk Beuchler lett az edző.

### Keret 2016/17-os idény
| Mezszám | Nemzetiség | Név                  | Poszt | Születési idő | Magasság |
| ------- | ---------- | -------------------- | ----- | ------------- | -------- |
| 1       | POL        | Piotr Wyszomirski    | TW    | 06.01.1988    | 1,93 m   |
| 12      | NED        | Mark van den Beucken | TW    | 04.09.1996    | 1,94 m   |
| 16      | DEU        | Jonas Maier          | TW    | 12.01.1994    | 1,89 m   |
| 3       | SWE        | Anton Månsson        | KM    | 09.01.1989    | 1,96 m   |
| 5       | DEU        | Andrej Kogut         | RM    | 09.04.1988    | 1,84 m   |
| 8       | ROU        | Ionuț Ramba          | RL    | 08.02.1991    | 1,98 m   |
| 9       | DEU        | Dominik Ebner        | RA    | 04.09.1994    | 1,89 m   |
| 17      | DEU        | Tim Hornke           | RA    | 04.08.1990    | 1,88 m   |
| 19      | SWE        | Jonathan Stenbäcken  | RL    | 07.01.1988    | 1,95 m   |
| 20      | DEU        | Rolf Hermann         | RR    | 01.12.1981    | 1,91 m   |
| 22      | DEU        | Tom Skroblien        | LA    | 19.04.1993    | 1,87 m   |
| 23      | DEU/ HRV   | Tim Suton            | RM    | 08.05.1996    | 1,91 m   |
| 41      | DEU        | Max Höning           | RR    | 27.05.1993    | 2,00 m   |
| 55      | RUS        | Asat Waliullin       | RL    | 01.09.1990    | 2,07 m   |
| 69      | DEU        | Christian Klimek     | KM    | 08.01.1990    | 2,02 m   |
| 76      | DEU        | Patrick Zieker       | LA    | 13.12.1993    | 1,86 m   |

## Kézilabda sikerek
- Nemzeti bajnok Németország: 1
  - 1997, 2003
- Nemzeti Kupa Németország: 3
  - 1995, 1997, 2002
- EHF-kupagyőztesek Európa-kupája  1
  - 1996
- EHF-kupa: 2 
  - 2006, 2010

## Fordítás
Ez a szócikk részben vagy egészben  a   TBV Lemgo című német Wikipédia-szócikk fordításán alapul.  Az eredeti cikk szerkesztőit annak laptörténete sorolja fel. Ez a jelzés csupán a megfogalmazás eredetét és a szerzői jogokat jelzi, nem szolgál a cikkben szereplő információk forrásmegjelöléseként.

## Külső hivatkozások
- Website des TBV Lemgo
- Website der HSG Handball Lemgo
- Website der Breitensportabteilungen des TBV Lemgo
- Aktuelle Statistik des TBV Lemgo